# Club Ruso de Directores Financieros
El Club Ruso de Directores Financieros (CRDF) es una organización no gubernamental de toda Rusia que une a los financieros, auditores, contables, científicos, directores, gerentes, y directivos de distintos sectores del ámbito financiero.
El Club Ruso de Directores Financieros es por completo una organización apolítica, el Club generaliza, expresa y promociona los intereses de la comunidad financiera de Rusia.
El Club Ruso de Directores Financieros fue registrado en febrero del 2012 en el Ministerio de Justicia de la Federación Rusa y desde entonces consolida con éxito la comunidad financiera del país con el objetivo de intercambiar decisiones financieras, unificar opiniones acerca de la economía general y privada, así como promocionar decisiones ventajosas en el entorno económico y financiero de la Federación Rusa.
Hasta el 28.10.2013 el Club Ruso de Directores Financieros cuenta con 42 sucursales regionales, en las regiones más grandes del país. El número total de miembros del Club asciende a más de 300 personas.
El objetivo principal del funcionamiento del Club Ruso de Directores Financieros es la creación de una comunidad consolidada de financieros de la Federación Rusa sobre la base de los valores únicos y principios modernos de autonomía, así como su integración en la comunidad financiera internacional. Otros objetivos importantes del funcionamiento son los siguientes:
1. El estudio de necesidades de la comunidad financiera y los problemas que afronta una persona rusa ante las estructuras financieras;
2. El aumento del nivel de conocimientos económicos y contribución a la enseñanza de nuevos métodos y decisiones;
3. La formulación del orden del día y organización de las discusiones públicas acerca de los asuntos de actualidad relativos al desarrollo de la economía y la producción industrial;
4. La protección y promoción de los intereses de los miembros del Club en los órganos legislativos y ejecutivos estatales y de administración local;
5. La colaboración del CRDF con las organizaciones no gubernamentales, trabajo de mejoramiento del pago y condiciones de trabajo, protección de los intereses de los financieros en las organizaciones comerciales;
6. La participación en la elaboración y preparación de las decisiones federales, regionales y locales relativas a los asuntos en materia de actividad económica y financiera, notificación a las autoridades de la opinión pericial del Club;
7. La actividad pericial del Club en la preparación de las decisiones relativas al desarrollo de la formación financiera en Rusia;
8. La contribución a la creación de las condiciones favorables para la reconstitución de las posiciones de Rusia como la Principal potencia económica;
9. La contribución al desarrollo de las relaciones internacionales en la Federación Rusa;
10. El apoyo de la actividad de los órganos legislativos y ejecutivos en el ámbito de modernización de los sistemas de enfoques financieros y vías de integración de innovaciones en las decisiones financieras;
11. El desarrollo del cambio científico y de investigación internacional;
12. La contribución a los proyectos de inversión.

Por consiguiente, se distinguen varias direcciones claves en la actividad del CRDF:
- Actividad pública – la actividad pública del CRDF se extiende a la actualización de las necesidades y los problemas de la comunidad financiera, contribución al desarrollo de los programas particulares, entre ellos los de nivel internacional;
- Cooperación con las autoridades estatales y municipales – dicha dirección es necesaria para la promoción de los intereses de la comunidad financiera en los órganos legislativos y ejecutivos estatales y de administración local, así como para la participación del Club en la elaboración, preparación o evaluación pericial de las normativas federales, regionales y locales;
- Trabajo de investigación – la actividad de investigación del CRDF tiene como objeto la gestión, organización, elaboración y realización de las investigaciones de carácter económico.
- Trabajo pericial – la preparación de las conclusiones periciales;
- Actividad internacional – la organización de los contactos y el intercambio de conocimientos económicos entre la comunidad rusa y los colegas de otros países.

De conformidad con los Estatutos del CRDF, el órgano directivo superior es el Consejo del Club. El consejo se reúne una vez cada 4 (cuatro) años. El Consejo extraordinario se reúne por decisión de la Presidencia, el presidente o el Primer Vicepresidente del Club, según el requerimiento por escrito de la Comisión de control y revisión del Club o según el requerimiento por escrito por más de la mitad de las sucursales regionales del Club. Los órganos de dirección del Club son: el Consejo del Club, la Presidencia del Club. Desde el año 2013 el presidente del Club es Yury Vronsky, la primera vicepresidenta – Tamara Kasyanova, candidata a doctora en ciencias económicas.

## Cooperación con los órganos legislativos y ejecutivos de la Federación Rusa
Los miembros del Club Ruso de Directores Financieros forman parte de:
Los Consejos periciales de la Duma Estatal de la Federación Rusa:
- El Consejo pericial de actividad urbanística del Comité de relaciones agrarias y construcción de la Duma Estatal;
- El Consejo pericial del Comité de energética de la Duma Estatal. La sección de asuntos de aseguramiento legislativo de la industria petrolera;
- El Consejo pericial de legislación de inversión del Comité de mercado financiero de la Duma Estatal;
- El Consejo pericial del Comité de presupuesto e impuestos de la Duma Estatal;
- El Consejo pericial de legislación de la actividad bancaria y auditoría del Comité de mercado financiero de la Duma Estatal;
- El Consejo pericial de inversiones del Comité de política económica, desarrollo de innovación y actividades empresariales de la Duma Estatal;
- El Consejo pericial de economía de caminos e infraestructura logística del Comité de relaciones agrarias y construcción de la Duma Estatal;
- El Consejo pericial del Comité de energética de la Duma Estatal. La sección de asuntos de aseguramiento legislativo de la industria hullera;
- El Consejo pericial de metalurgia e industria minera del Comité de industria de la Duma Estatal;
- El Consejo pericial del Comité de transporte de la Duma Estatal. La sección de seguridad de transporte.

Los Consejos periciales de la Duma de Moscú:
- El Consejo pericial de la comisión de propiedad del estado y uso del suelo de la Duma de Moscú;
- El Consejo pericial de la comisión de desarrollo perspectivo y urbanismo de la Duma de Moscú.

Los Consejos periciales de la Duma de la región de Moscú.
- El Consejo pericial del Comité de economía, actividades empresariales y política de inversión de la Duma de la región de Moscú.

La Agencia federal de construcción y administración de servicios comunales:
- Miembros del Colegio de la Agencia federal de construcción y administración de servicios comunales.

## Actividad internacional
Una de las actividades prioritarias del CRDF es el establecimiento y el fortalecimiento de los acuerdos existentes en el entorno financiero internacional. El CRDF mantiene las relaciones de amistad y colaboración con IAFEI, es socio de varias comunidades financieras nacionales similares, como:
1. International Association of Financial Executives Institutes (IAFEI)[1]
2. China Association of Chief Financial Officers (CACFO)[2]
3. Financial Executives Institute of Chinese Taiwan (FEI Chinese Taiwan)[3]
4. Gesellschaft für Finanzwirtschaft in der Unternehmensführung e.V. (GEFIU)[4]
5. Israel Chief Financial Officers Forum (ICFOF)[5]
6. Associazione Nazionale Direttori Amministrativi e Finanziari (ANDAF)[6]
7. Japan Association for Chief Financial Officers (JACFO)[7]
8. Asociación Española de Ejecutivos de Finanzas (AEEF)[8]
9. Korea Association for Chief Financial Officers (KCFO)[9]
10. ÖPWZ Forum Finanzen Asociación financiera (Austria)[10]
11. Financial Executives Institute of Belgium (FEIB)[11]
12. Association Nationale des Directeurs Financiers et de Contrôle de Gestion (DFCG)[12]
13. Instituto Mexicano de Ejecutivos de Finanzas (IMEF)[13]
14. Financial Executives Institute of the Philippines (FINEX)[14]
15. Stowarzyszenie Dyrektorów Finansowych (FINEXA)[15]
16. Vietnam Chief Financial Officers Club (VCFO)[16]
17. Financial Executives International FEI[17]

## Prioridades sectorales del CRDF
Los directores financieros del Club contribuyen a las inversiones extranjeras de Rusia en la industria, energética, transporte, construcción civil y agrícola, desarrollo de administración de servicios comunales y distritos de ciudades. Presta mucha atención a la exportación de tecnologías avanzadas, materiales de construcción modernos y tecnologías energéticas nuevas con el fin de desarrollar la protección social y la seguridad humana.
El CRDF contribuye a las inversiones en las industrias petrolera y de gás y petróleo, los ingenieros energéticos, la metalurgia y la rama minera, la industria química, la construcción de maquinaria, las comunicaciones y las telecomunicaciones, la industria que transforma, la construcción y la industria de los materiales de construcción, la rama de transporte, la aviación, la construcción de barcos y la industria automovilística, las ramas de bosque y de agricultura, la industria médica y la farmacia.

## Cooperación del CRDF con otras organizaciones no gubernamentales
El Club Ruso de Directores Financieros colabora activamente con La Unión Rusa de los Ingenieros. La cooperación entre las dos organizaciones no gubernamentales une las direcciones financieras de ingeniería, garantizando un efecto sinérgico importante en la realización de los programas conjuntos.